# Phrynomantis
Phrynomantis é um género de anura da família Microhylidae.
Este género contém as seguintes espécies:
- Phrynomantis affinis
- Phrynomantis annectens
- Phrynomantis bifasciatus
- Phrynomantis microps
- Phrynomantis somalicus